# Gürcü Hatun
Gürcü Hatun (în georgiană გურჯი-ხათუნი, Gurji-xatuni; n. 1227, Regatul Georgiei – d. 1286) a fost o prințesă regală georgiană din dinastia Bagrationi și regină consoartă a Sultanatului de Rum, fiind soția favorită a sultanului Kaykhusraw II, cu care s-a căsătorit după moartea lui Muhammad al II-lea de Khwarazm în 1237. După moartea lui în 1246, Gürcü Hatun s-a căsătorit cu puternicul anatolian Pervane. A fost mama sultanului Kayqubad al II-lea și patroană al faimosului poet persan Rumi.
Titlul ei de Gürcü Hatun înseamnă „Doamnă Georgiană” în limbile turcești.
S-a născut sub numele de Tamara (în georgiană თამარი, Tamari), care este un nume biblic popular în Regatul Georgiei. Numele i-a fost dat în cinstea bunicii sale, Regina Tamara cea Mare.
Gürcü Hatun era fiica reginei Rusudan a Georgiei și a prințului Seljuk Ghias ad-din, un nepot al lui Kilij Arslan al II-lea.
Este sora regelui David al VI-lea al Georgiei.
La fel ca majoritatea georgienilor, Tamara și-a păstrat inițial religia creștin ortodoxă răsăriteană, dar se știe că s-a convertit la islam la un moment ulterior. Nu se cunosc alte informații despre modul în care s-a produs conversia. Se spune că soarele de pe monedele Seljuk din acea vreme o simbolizează pe Tamar, în timp ce leul îl reprezintă pe însuși sultanul. Această emblemă, cunoscută sub numele de shir-u hurshid (Leul și Soarele), a devenit mai târziu răspândită în lumea islamică (deși originile sale datează din timpuri mult mai vechi). După moartea lui Kaykhusraw în 1246, guvernul sultanatului a fost confiscat de Pervane Mu'in al-Din Suleyman, care s-a căsătorit cu Gürcü Hatun.
Se știe că Gürcü Hatun a patronat știința și arta și că se afla în relații prietenoase cu celebrul poet sufist Rumi. De asemenea, ea a sponsorizat construcția mormântului poetului din Konya.